# Seltjarnarnes
Seltjarnarnes (betekenis: sel = zomerstation van een boerderij, tjörn = vijver, nes = schiereiland) is een voorstad van IJslands hoofdstad Reykjavík. De stad heeft 4.406 inwoners en is de enige plaats in de gemeente Seltjarnarnesbær. Seltjarnarnes ligt op het uiterste puntje van het gelijknamige schiereiland waar ook Reykjavik aan gelegen is en waar het volledig mee is vergroeid. Seltjarnarnes is met 2 km² qua oppervlak de kleinste IJslandse gemeente. De burgemeester is Jónmundur Guðmarsson. Op de heuvel Valhúsahæð stond ooit de valkenfokkerij van de koning van Denemarken. Hij exporteerde zo'n 200 - 300 vogels per jaar die, in die tijd, elk 4 paarden waard waren. Het uiterste puntje Seltjarnarnes is een natuurreservaat en een park. Tevens bevindt het eilandje Grótta met een vuurtoren zich daar. Het eiland kan gedurende laag water te voet bereikt worden, maar het tij kan snel keren en het water kan zeer snel stijgen.

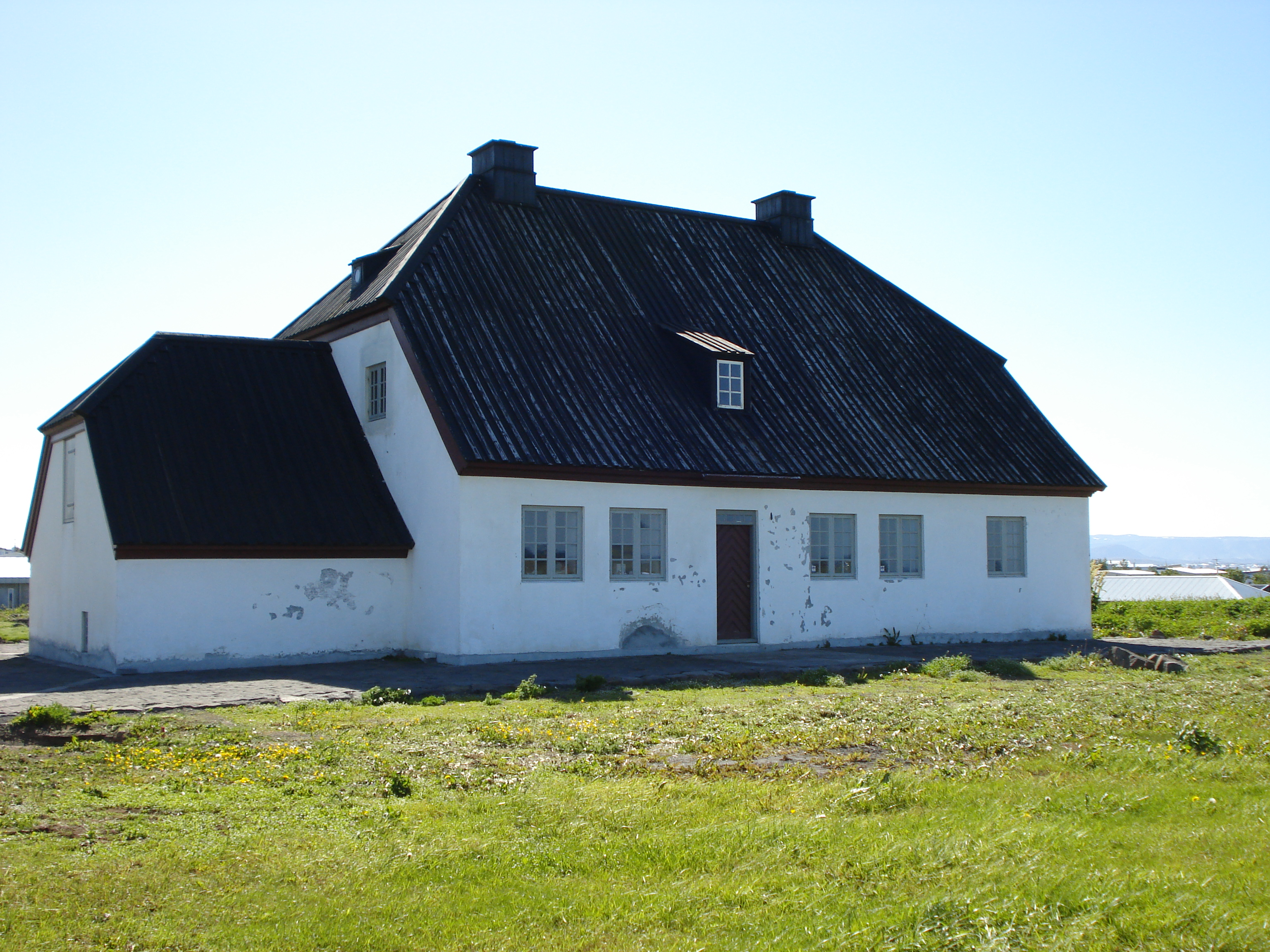
Nesstofa uit 1760

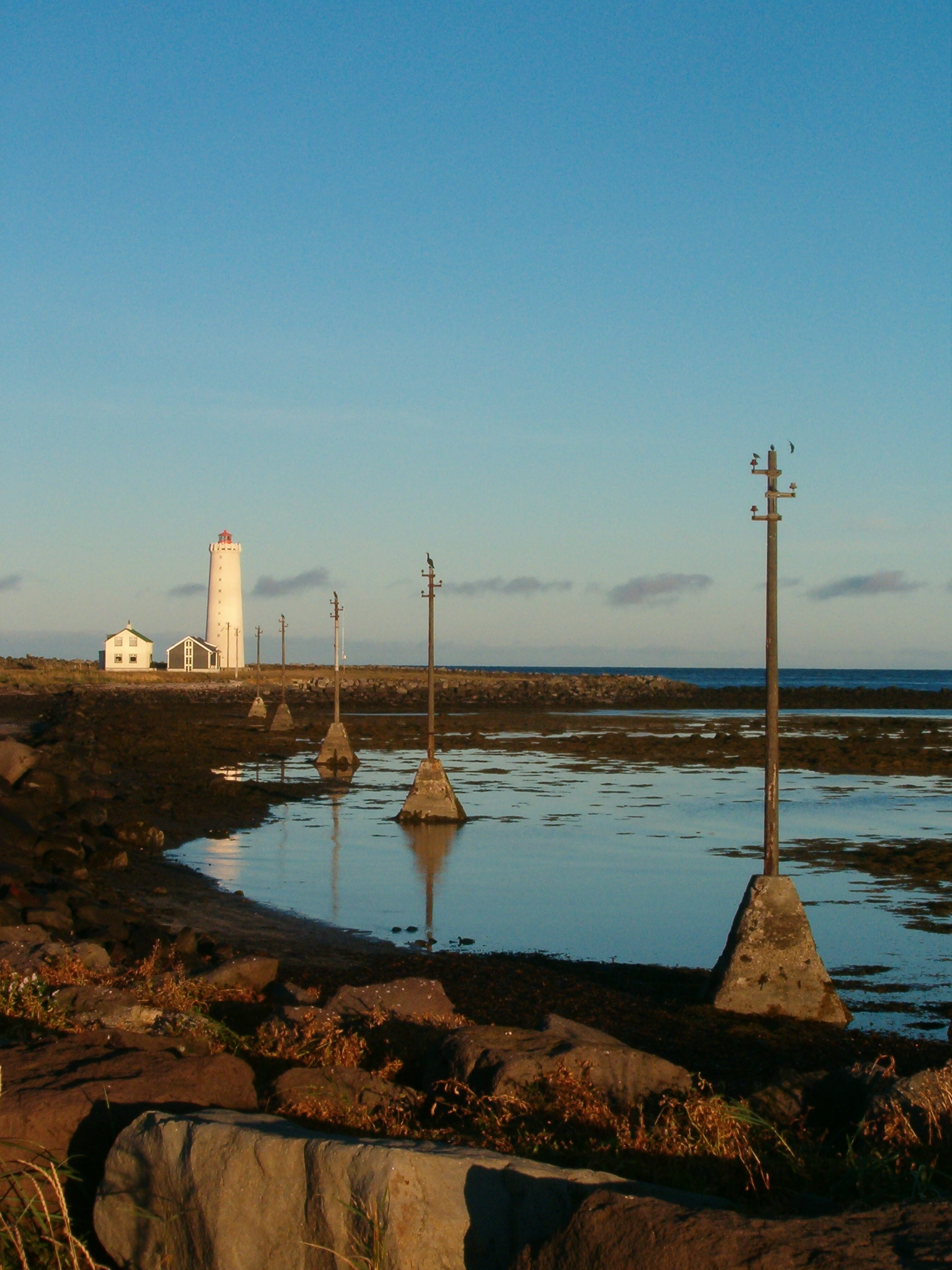
Vuurtoren van Grótta